# Tony Hoar
Tony Hoar (Emsworth (Hampshire), 10 februari 1932 - Victoria, Canada, 5 oktober 2019) was een Brits wielrenner die tussen 1955 en 1956 als beroepsrenner actief was. In 1955 waren hij en ploeggenoot Brian Robinson de eerste Britse renners die de Ronde van Frankrijk uitreden. Hoar eindigde als laatste in het eindklassement en werd daarmee rode lantaarndrager. Hij werd daardoor een cultfiguur.
Hij begon een winkel in vervoersmiddelen van kajak tot racefiets van rolstoel tot skateboard in Canada. Hij was zelf ook uitvinder van diverse soorten rolstoelen.

## Belangrijkste overwinningen
1955
- 5e etappe Ronde van Nederland
- 4e etappe Ronde van Groot-Brittannië
- Winnaar van de Rode Lantaarn in de Ronde van Frankrijk

## Resultaten in voornaamste wedstrijden
| Jaar | Ronde van Italië | Ronde van Frankrijk | Ronde van Spanje |
| ---- | ---------------- | ------------------- | ---------------- |
| 1955 |                  | 69e (Rode lantaarn) |                  |